# Roel Van Bambost
Raoul "Roel" Van Bambost (Gent, 4 december 1942) is een Vlaams zanger en filmkenner en -recensent. Hij is vooral bekend als helft van het kleinkunstduo Miek en Roel.
Hij studeerde één jaar aan de universiteit maar ervoer dat als te theoretisch. Hij schakelde over naar het Brusselse HRITCS, waar hij van 1962 tot 1965 een opleiding volgde. Tijdens de jaren 60 en 70 vormde hij samen met zijn vrouw Monique Holvoet de succesrijke kleinkunstgroep Miek en Roel.
Van Bambost was van 1991 tot 2010 filmrecensent voor onder meer de VRT, waar hij Jo Röpcke opvolgde. Zelf werd hij opgevolgd door Ward Verrijcken. Van 1991 tot 1996 presenteerde hij Première. Daarna werd dit langlopende programma afgevoerd en leverde Van Bambost elke woensdag korte bijdragen rond film in Het Journaal. In 2008 besliste de VRT om de rubriek stop te zetten. Zijn laatste filmrubriek presenteerde hij op woensdag 26 augustus 2009. Hij kondigde aan in de filmwereld te willen blijven vertoeven. Van Bambost beheert de vzw "Internationaal Filmgebeuren van Vlaanderen-Gent".
Van Bambost heeft uit zijn huwelijk met Holvoet twee zonen.

## Loopbaan
- 1965: derde prijs 'Ontdek de Ster' met Miek en Roel
- 1966-1990: realisator Première (BRT)
- 1967: eerste Nederlandstalige lp : Je kan nooit weten
- 1970: eerste gouden plaat
- 1979-1980: realisator Celluloid Rock (4-delige serie voor BRT over rockfilms)
- 1982: presentator van Andere koek (BRT)
- 1988-1990: presentator van Filmspot op de BRT, nu op AVS
- 1990-1996: presentator van Première (BRT)
- 1996-2009: filmrecensent voor radio en televisie